# آکیکو کوجی
آکیکو کوجی (انگلیسی: Akiko Kuji؛ زادهٔ ۱۳ ژوئیهٔ ۱۹۹۴) بازیگر اهل ژاپن است.